# Leptoneta soryongensis
Leptoneta soryongensis là một loài nhện trong họ Leptonetidae.
Loài này thuộc chi Leptoneta. Leptoneta soryongensis được miêu tả năm 1969 bởi Paik & Namkung.